# World Radio Switzerland
World Radio Switzerland (WRS) ist das einzige englischsprachige Hörfunkprogramm der Schweiz. Für die internationalen Nachrichten arbeitet der Sender mit dem BBC World Service zusammen.

## Geschichte
Die Station ging 1996 als World Radio Geneva auf Sendung und war im Raum Genf und Genfersee auf UKW zu empfangen. Seit 2007 ist World Radio Switzerland schweizweit auch über DAB+, Kabel, Satellit und Swisscom TV sowie international über Internet empfangbar. 
World Radio Switzerland wurde in Genf von der SRG SSR betrieben und arbeitet für die internationalen Nachrichten mit dem BBC World Service sowie seit Oktober 2010 mit National Public Radio, American Public Media und Public Radio International zusammen.
Im Juni 2012 gab die SRG SSR bekannt, sich von World Radio Switzerland trennen zu wollen. Heute gehört der Sender der Anglo Media Group SA, einem Schweizer Medienunternehmen mit Sitz in Genf. Im September 2013 wurde World Radio Switzerland von der Anglo Media Group übernommen.